# Talaingod
Talaingod is een gemeente in de Filipijnse provincie Davao del Norte op het eiland Mindanao. Bij de laatste census in 2007 had de gemeente bijna 20 duizend inwoners.

## Geografie

### Bestuurlijke indeling
Talaingod is onderverdeeld in de volgende 3 barangays:
| - Dagohoy - Palma Gil - Santo Niño |

## Demografie
Talaingod had bij de census van 2007 een inwoneraantal van 19.600 mensen. Dit zijn 3.006 mensen (18,1%) meer dan bij de vorige census van 2000. De gemiddelde jaarlijkse groei komt daarmee uit op 2,32%, hetgeen hoger is dan het landelijk jaarlijks gemiddelde over deze periode (2,04%). Vergeleken met de census van 1995 is het aantal mensen met 6.747 (52,5%) toegenomen.

De bevolkingsdichtheid van Talaingod was ten tijde van de laatste census, met 19.600 inwoners op 656,83 km², 29,8 mensen per km².